# 刘秀荣 (评剧演员)
刘秀荣（1956年—），汉族，中华人民共和国评剧演员、政治人物，河北省石家庄市评剧院青年评剧团团长，中国民主促进会会员，第十一届全国政协委员。
2008年，当选第十一届全国政协委员，代表文化艺术界，分入第二十八组。